# نوكيا 2.1
نوكيا 2.1 (بالإنجليزية: Nokia 2.1)‏ هو هاتف ذكي من نوكيا ينتمي إلى الفئة الاقتصادية، تم إصداره بواسطة HMD Global في أغسطس 2018، ويعمل بنظام تشغيل نظام التشغيل Android.

## التصميم
يتميز الهاتف بإطار من الألومنيوم وظهر من البلاستيك. يعمل بمعالج كوالكوم سناب دراغون 425 نظام على رقاقة مع ذاكرة وصول عشوائي سعتها 1 جيجابايت. يدعم الهاتف شريحتي اتصال.